# باولا ديفوراك
باولا ديفوراك (بالألمانية: Paula Dworak)‏ هي مونتيرة نمساوية، ولدت في 8 أغسطس 1913 في فيينا في النمسا، وتوفي بنفس المكان في 24 سبتمبر 1995.

## وصلات خارجية
- باولا ديفوراك على موقع IMDb (الإنجليزية)
- باولا ديفوراك على موقع قاعدة بيانات الفيلم (الإنجليزية)
- باولا ديفوراك على موقع كينوبويسك (الروسية)